# Flygledare
En flygledare är en person som är ansvarig för flygledning, det vill säga för att leda och samordna flygtrafik i ett luftrum. Flygledaren arbetar vanligen i ett kontrolltorn eller i en flygledningscentral, varifrån de övervakar flygplanens rutter och står i radiokontakt med piloterna.
Yrket uppstod under tidigt 1900-tal och utvecklades parallellt med framsteg inom flyg och radarteknologi för att möta det ökade behovet av flygtransporter.
Flygledare anses vara ett krävande och stressigt arbete som kräver fortlöpande beslut och anpassning, ofta under tidspress. Ytterligare faktorer som påverkar flygledarens arbetsmiljö kan vara obekväm arbetstid, stort ansvar och beroende av att tekniska stödsystem är pålitliga. Även om arbetet är krävande medför arbetet också vanligen hög lön och andra förmåner, som ofta omnämns som avgörande fördelar.